# Distrikt Yorongos
Der Distrikt Yorongos liegt in der Provinz Rioja der Region San Martín im zentralen Norden von Peru. Der Distrikt wurde am 9. Dezember 1935 gegründet. Er hat eine Fläche von 81,8 km². Beim Zensus 2017 lebten 2694 Einwohner im Distrikt. Im Jahr 1993 lag die Einwohnerzahl bei 2254, im Jahr 2007 bei 3128. Die Distriktverwaltung befindet sich in der 860 m hoch gelegenen Kleinstadt Yorongos mit 2162 Einwohnern (Stand 2017). Yorongos liegt 22 km westlich der Regionshauptstadt Moyobamba.

## Geographische Lage
Der Distrikt Yorongos befindet sich im äußersten Süden der Provinz Rioja. Der Distrikt liegt in einer Beckenlandschaft zwischen der peruanischen Zentralkordillere im Westen und der peruanischen Ostkordillere im Osten. Der Fluss Río Tonchima, ein Nebenfluss des Río Mayo, fließt entlang der südlichen und östlichen Distriktgrenze nach Norden. 
Der Distrikt Yorongos grenzt im Nordwesten an den Distrikt Rioja, im Nordosten an den Distrikt Habana (Provinz Moyobamba), im Osten und Süden an den Distrikt Soritor (ebenfalls in der Provinz Moyobamba) sowie im Südwesten an den Distrikt Vista Alegre (Provinz Rodríguez de Mendoza).